# 矩量法
矩量法（英語：Method of Moments, MoM）是一种电磁场数值计算方法，最早由美国科学家哈林登提出。

## 命名的演变
矩量法最初的英文名为Moment Method，但是由于此方法因其加权函数——在此处称为矩（Moment）——的不同而为不同物体的电磁场计算提供方便而著名，所以后来被改称为Method of Moments。